# Raül I de França
Raül o Rodolf I de Borgonya i I de França (890 - Auxerre, 15 de gener de 936), duc de Borgonya (921-923) i rei de França (923 -936).

## Família
Nasqué el 890 sent fill de Ricard I de Borgonya i la seva esposa Adelaida d'Auxerre. Era net per línia paterna del noble Biví, fill possiblement de Bosó el Vell, i per línia materna de Conrad II d'Auxerre. Es casà amb Emma de França, germana d'Hug el Gran, comte de París. D'aquesta unió, només tingueren un fill anomenat lluís, que morí en 934.

## Ducat de Borgonya i Regne de França

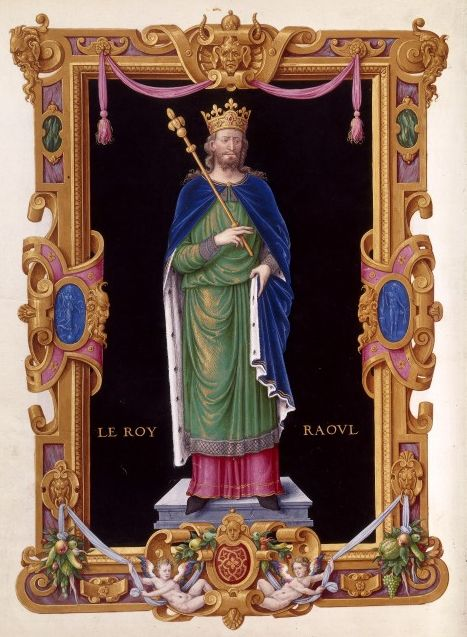
El rei Raül I de França

Va succeir el seu pare Robert I el Justicier a la seva mort el 921 al Ducat de Borgonya però renuncià a ell per esdevenir rei de França el 923 després de la batalla de Soissons en la que es va destronar Carles III de França. Una assemblea de nobles francesos el va escollir a la mort del rei Robert I de França.
Com a rei de França hagué de fer front a diverses invasions per part dels vikings a les costes franceses, així com dels magiars, que aconseguiren envair la Borgonya i Reims el 924. Raül va morir sense descendència l'any 936.